# Samogłoska półprzymknięta centralna niezaokrąglona
Samogłoska półprzymknięta centralna niezaokrąglona – typ samogłoski spotykany w językach naturalnych. Symbol, który przedstawia ten dźwięk w Międzynarodowym Alfabecie Fonetycznym, to ɘ (e odbite w poziomym lustrze).
Symbol ɘ został dodany do MAF w 1993 roku; poprzednio zapisywano tę samogłoskę symbolem ë (jako scentralizowaną samogłoskę półprzymkniętą przednią niezaokrągloną).

## Języki, w których występuje ten dźwięk
- język paicĩ: [kɘ̄ɾɘ] „pająk”
- język rosyjski[1]: солнце [ˈso̞nt͡sɘ] „słońce” (występuje tylko w nieakcentowanych sylabach po /t͡s/; częściej realizowana jako prawie przymknięta [ɪ̈])[1]